# Valle dei Santi

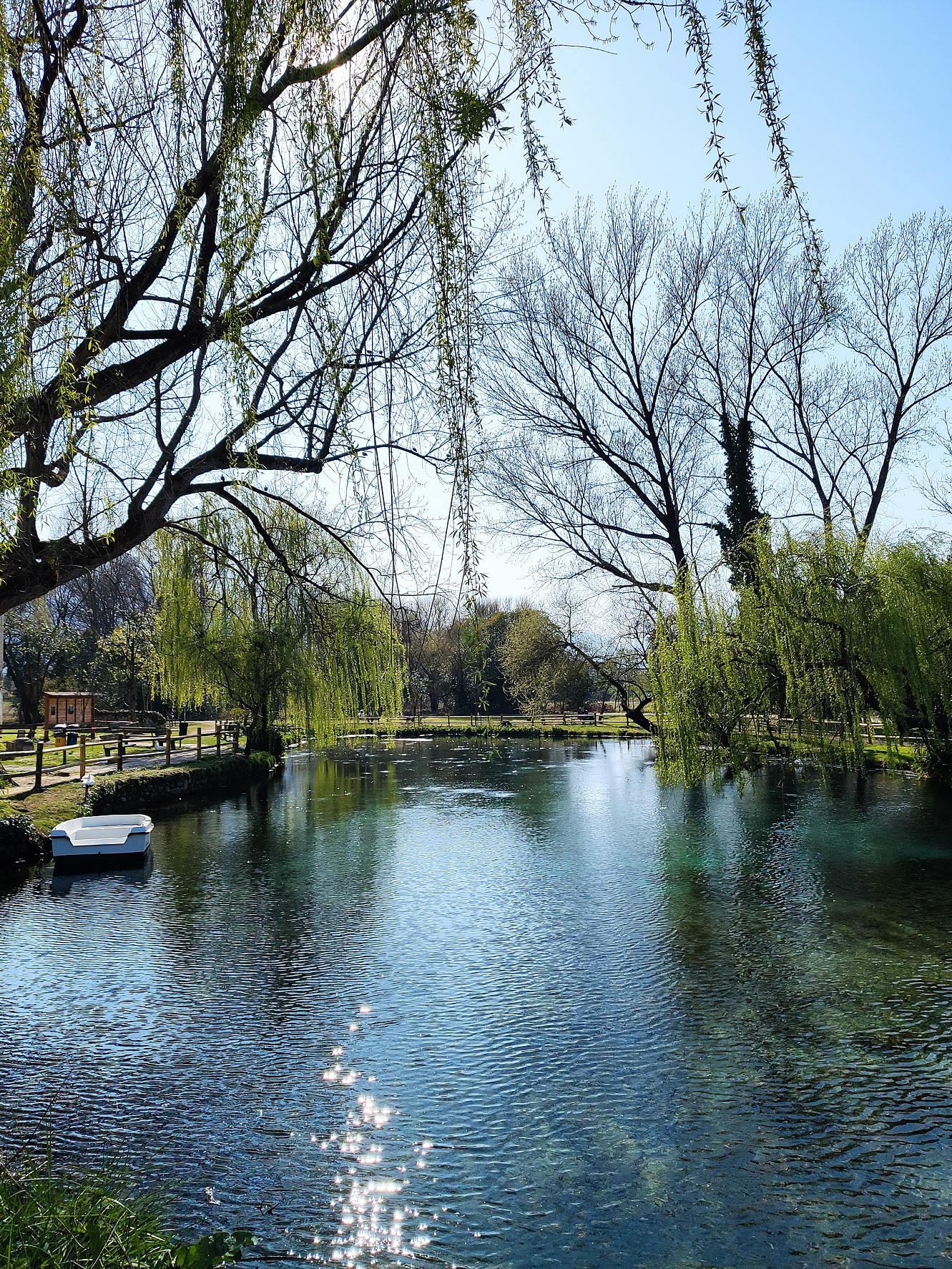
Il laghetto di San Giorgio a Liri

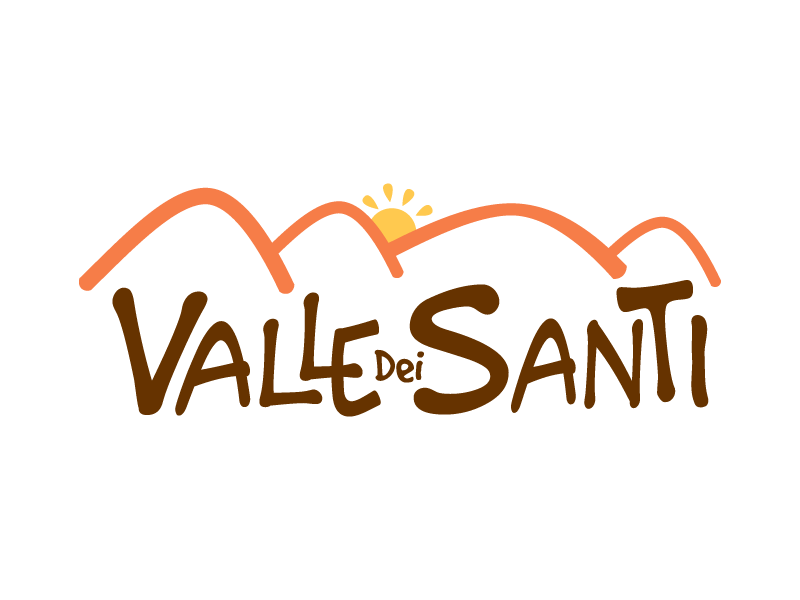
Logo Valle dei Santi

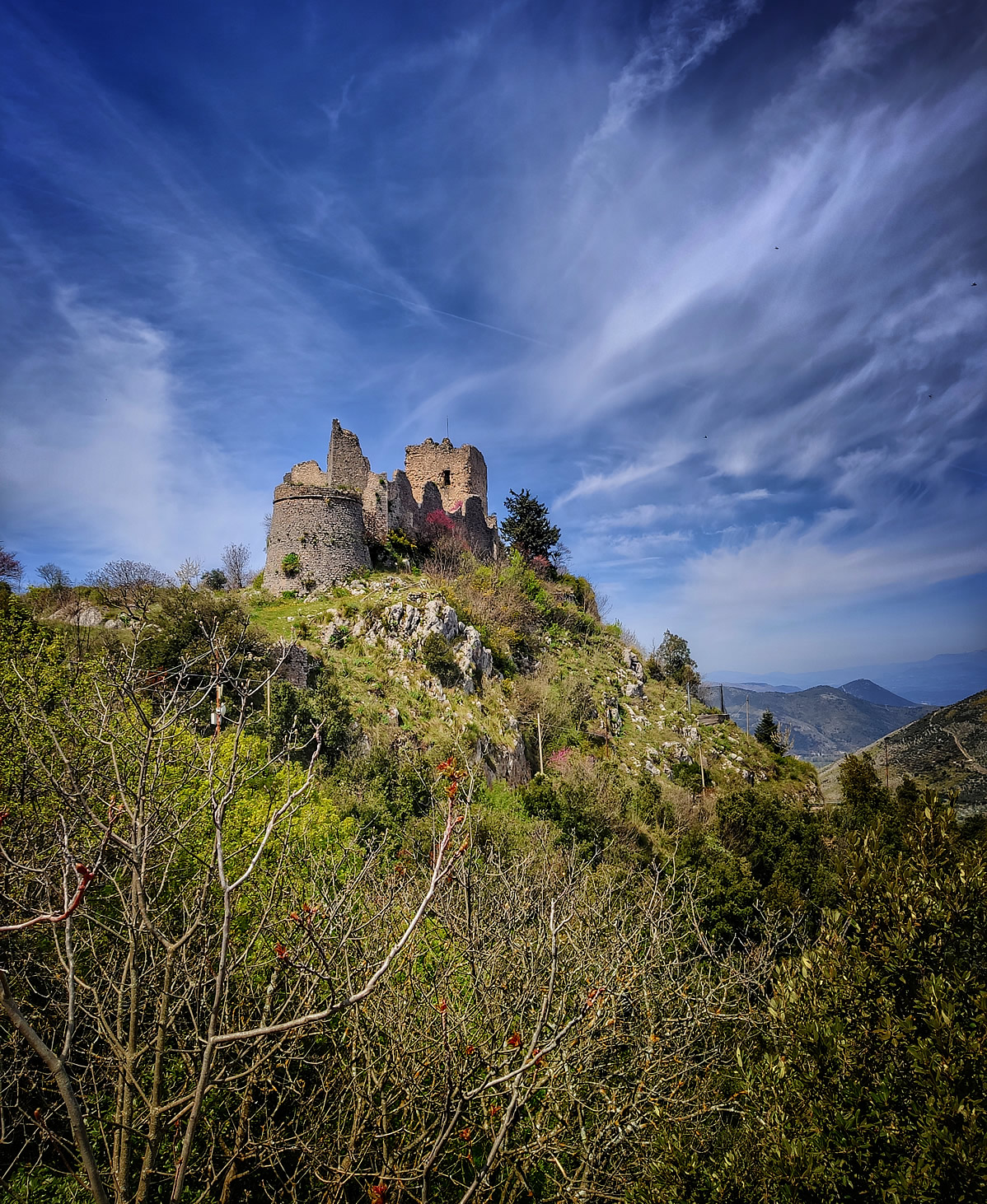
Roccaguglielma (Esperia)

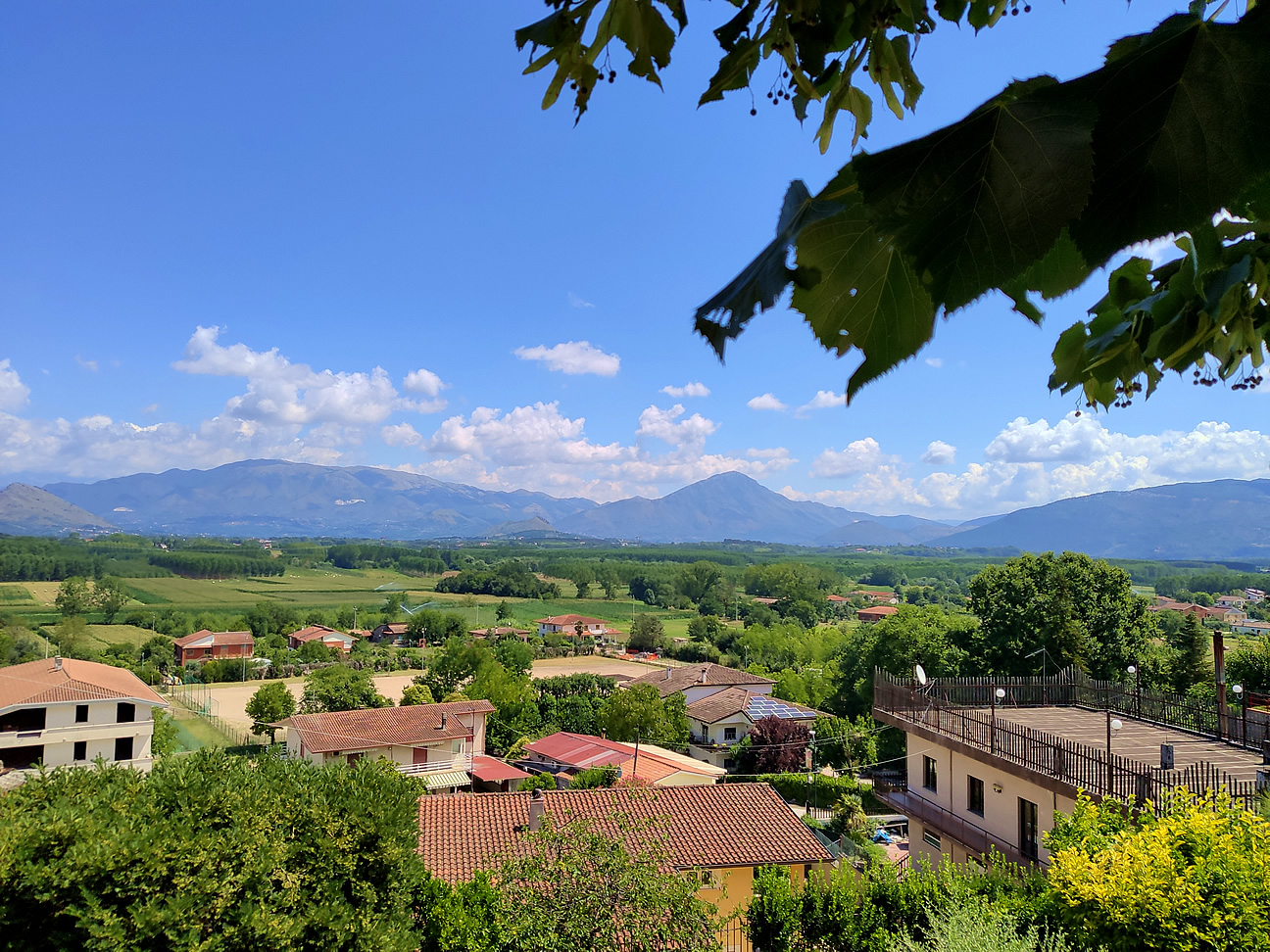
Panorama da Sant'Apollinare

La Valle dei Santi è una parte di territorio della provincia di Frosinone, racchiusa tra le propaggini meridionali dei Monti Aurunci e delle Mainarde. Il toponimo Valle dei Santi viene utilizzato per molteplici attività storico-culturali che vedono in associazione i piccoli comuni che la compongono. I comuni maggiormente interessati a tali attività sono Sant'Apollinare, Sant'Ambrogio sul Garigliano, Sant'Andrea del Garigliano, Vallemaio, San Giorgio a Liri, Ausonia, Pignataro Interamna ed Esperia.

## Identità culturale
La Valle dei Santi fa parte della regione storica della Terra di Lavoro. I dialetti dei diversi comuni sono tra loro molto simili, tutti appartenenti ai dialetti meridionali, con qualche elemento proveniente anche dai dialetti mediani. Ogni comune della Valle dei Santi, tuttavia, possiede le sue diverse particolarità dialettali.

## Geografia
La Valle Dei Santi corrisponde con la parte meridionale del Lazio, al confine con la Campania e con i comuni della parte meridionale della provincia di Latina. Tutti i comuni che attualmente sono del Lazio, e si trovano a sud ed a nord del fiume Garigliano fino ad Arce (seguendo il percorso della via Casilina) sono stati regione Campania fino al 1926 cioè l'anno della fondazione della provincia di Frosinone da parte del governo fascista, e furono annessi, tra i numerosi comuni dell'alta Terra di Lavoro (tra cui Sora, Cassino ed Atina) i territori di: San Giorgio a Liri, Sant'Ambrogio sul Garigliano, Pignataro Interamna, Sant'Apollinare, Vallemaio e Sant'Andrea del Garigliano (questi ultimi due paesi condividevano un unico municipio, a capo del comune di Sant'Andrea di Vallefredda). La valle dei Santi è Circondata dalla catena dei monti Aurunci e dalle montagne dell'attuale alto casertano. In quasi tutta la vallata si possono ammirare anche tutti gli altri splendidi monti dove sorgono pinete e luoghi di ristoro.

## Clima
Il clima è particolarmente afoso, le temperature possono oscillare tra i 25° e i 40° nel periodo estivo. Nella stessa stagione i fiumi della valle - Liri, Gari e Garigliano - si prosciugano a tal punto che è possibile percorrerli a piedi per lunghi tratti. Contrariamente, in inverno le temperature minime variano tra i 2° e i 6°; la valle è interessata sovente da fenomeni nebbiosi, con la visibilità che si riduce ai minimi termini. È molto difficile che il territorio sia interessato da precipitazioni nevose. Negli ultimi anni sono state segnalate sporadiche nevicate, le cui tracce sono scomparse nell'arco di pochi minuti.

## Storia
La Valle dei Santi è costituita dal territorio che ha visto come cardine formativo territoriale l'Abbazia di Montecassino. È racchiusa tra le propaggini dei monti Aurunci e le Mainarde comprendendo comuni della Provincia di Frosinone e della Provincia di Caserta (San Pietro Infine e Rocca d'Evandro). È parte integrante dell'Antica Terra di San Benedetto (Terra Sancti Benedicti) ed è attraversata dai fiumi Liri e Gari i quali confluiscono tra loro in località Giunture del Comune di Sant'Apollinare formando il Garigliano che da qui in poi costituisce confine territoriale tra la Regione Lazio e la Regione Campania.
Storicamente il territorio era parte integrante della Provincia di Terra di Lavoro. Durante la Seconda guerra mondiale è stata teatro di parte dei sanguinosi eventi legati alla Battaglia di Montecassino (1943-1944).

## I comuni della zona

### Sant'Apollinare
Il paese più antico della valle dei santi è Sant'Apollinare che prende il nome di Sant'Apollinare nel 797 anche se ha origini ben più antiche. Sant'Apollinare è un piccolo paese del Lazio Meridionale, la sua vallata è delimitata da due catene di Monti, una di queste è quella dei Monti Aurunci. Questa Vallata si presenta ricca di selve e di boschi, piccole praterie e terre coltivate. A Sant'Apollinare sono state realizzate delle opere che consentono di godere a pieno della natura, è possibile attraverso il "Percorso naturalistico MONTEBARRUZZA" fare delle lunghe passeggiate ed ammirare la sottostante piana del Liri; organizzare delle scampagnate e sostare lungo il percorso grazie alla presenza di gazebo, tavoli e panche. Altro bellissimo spettacolo faunistico è quello offerto dal Percorso Pedemontano che collega i comuni di Sant'Apollinare e di Vallemaio, anche qui è possibile fare delle lunghe passeggiate e sostare per scampagnate. È possibile fare delle passeggiate, godendo del contatto incontaminato con la natura, anche presso la zona denominata Repetoni, località in cui è presente la tenuta del Cavaliere Di Cicco, "Casino Di Cicco", luogo in cui vi sono testimonianze sulla seconda guerra mondiale e sul passaggio del maresciallo Kesselring. Lungo l'argine destro del fiume Liri è stata costruita una Pista Ciclabile che consente alle persone, non solo di trascorrere ore di relax, usufruendo delle zone di sosta; ma anche di fare sport all'aria aperta. Nel 797 era Abate di Montecassino Gisolfo. Con la nomina di questo Abate la vita Benedettina cambia completamente aspetto; infatti, egli diede inizio ad una organizzazione fondiaria delle zone circostanti l'Abbazia, che portarono all'Abbazia stessa benefici economici, politici e morali. Egli, non solo bonificò la zona paludosa presso il Rapido, ma ordinò la costruzione di due "celle". La prima cella fu quella di Valleluce, frazione di Sant'Elia Fiumerapido, verso i monti, dedicata a S. Angelo, e la seconda è quella di "Albiano", dedicata a S. Apollinare, Vescovo e martire di Ravenna. Essa non fu solo un luogo di preghiera, ma anche un piccolo centro amministrativo dei beni ricavati dal lavoro dei campi; infatti con la costruzione della “cella” si era creato, nella zona definita attualmente "Valle dei Santi", un nuovo sistema economico denominato "curtense". Tutte le celle costruite, intorno alla Abbazia, vanno viste come la concretizzazione della regola benedettina "Ora et Labora". Verso la cella di Sant'Apollinare si concentrarono le attenzioni dell'Abate Apollinare, successore dell'Abate Gisolfo. Questo occhio benevolo è forse dovuto all'omonimia che legava l'Abate al vescovo e martire di Ravenna Sant'Apollinare. Si dice che sia l'Abate sia il Vescovo abbiano protetto la "cella" dalle incursioni dei Saraceni, alla conquista del territorio Benedettino. Infatti, la leggenda narra, dato che non ci sono documenti attestanti il passaggio dei Saraceni sul territorio, che questi ultimi, nell'inseguire i Franchi si trovarono a costeggiare la sponda destra del Fiume Garigliano, giungendo fino alla Cella di Sant'Andrea, saccheggiandola e distruggendola e proseguendo per Sant'Apollinare. Giunti in prossimità del territorio benedettino e vedendo l'Abbazia, oggetto di conquista, sempre più vicino e data l'ora tarda, decisero di fermarsi, di riposare e di rimandare la conquista al mattino seguente. Durante la notte un violento e improvviso temporale fece ingrossare le acque del Fiume, rendendo l'attraversata impossibile. I Saraceni, furiosi per l'accaduto, decisero di ritornare al loro accampamento, presso Gaeta, saccheggiando e bruciando strada facendo la cella di S. Giorgio e quella di S. Stefano. Dai documenti storici non si riesce a capire se la cella Albiano sia stata distrutta o meno. Molti sostengono che essa sia stata protetta dalle preghiere dell'Abate e del Vescovo martire. I monumenti che è possibile visitare nel paese sono:

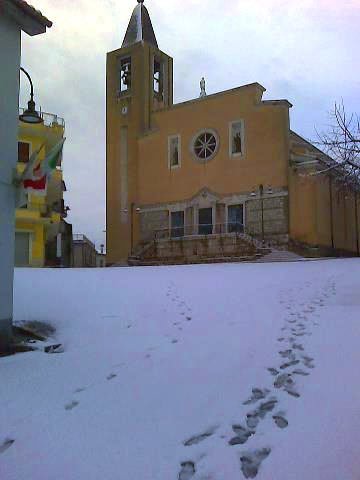
Sant'Apollinare sotto la neve nel febbraio del 2012

La Torre del Castello, risalente al X–XI secolo d.C., un sepolcreto di età Romana, rinvenuto durante gli scavi del 1994, il Pozzo risalente al 1632 in contrada Colle Ponaro, edicola Sacra costruita nel 1888 e raffigurante la Madonna Immacolata, Chiesa Parrocchiale Santa Maria degli Angeli, monumento ai Caduti, inaugurato nel lontano 1975.

### San Giorgio a Liri
Il paese di San Giorgio, divenuto San Giorgio A Liri nell'846, sorge tra i monti Aurunci ed il fiume Liri. Dopo l'unità d'Italia, per evitare casi di omonimia, al nome di San Giorgio, si è aggiunto il riferimento al fiume Liri che attraversa il territorio. Poche sono le notizie sui primi insediamenti dell'attuale territorio comunale, anche se la nascita dello stesso presumibilmente risale all'età del Ferro. Notizie più dettagliate si hanno a partire dai primi decenni del IX sec. Periodo in cui viene fondata la chiesa dedicata a San Giorgio, poi distrutta nell'anno 846 dai musulmani. Solo dopo la ricostruzione della Chiesa di San Giorgio nel X secolo, sorge l'abitato, in seguito fortificato. Come tutti i paesi che sono parte della Valle dei Santi anche San Giorgio è per tutto il Medioevo nell'orbita di Montecassino. I Monaci Benedettini vedono in S. Giorgio un territorio fertile, in quanto adagiato sulla sponda destra del fiume Liri e proprio per la sua collocazione geografica la cella si ritrova a subire dapprima la distruzione dei Saraceni, che non potendo giungere a Montecassino ripiegarono verso i propri insediamenti di Gaeta e per vendetta, trovando lungo il loro cammino S. Giorgio la incendiarono e saccheggiarono. A questi eventi seguirono forti migrazioni dovuti al brigantaggio diffuso, la lenta ripresa avvenne solo dopo il XVII sec. quando la Peste termino di flagellare i territori Benedettini (testimonianza è l'edificazione della Chiesa di San Rocco). Nel 1806 San Giorgio fu unito amministrativamente a Castelnuovo Parano, tale aggregazione durò una decina di anni, in quanto San Giorgio tornò all'autonomia, realizzando la bonifica di terrene e numerose opere pubbliche tra cui un ponte sul Liri e una rete stradale i paesi limitrofi. San Giorgio a Liri come altri paesi subì ingenti danni e pesanti perdite nel corso della seconda guerra mondiale, che fu un duro colpo per l'aspetto demografico, infatti alcuni dei sopravvissuti all'occupazione tedesca e alla violenza dei bombardamenti delle truppe di liberazione, emigrarono per trovare benessere e ricostruire la propria vita. Solo dopo lo sviluppo industriale dell'area del cassinate il paese ha cominciato a svilupparsi e ad assumere la conformazione attuale, sviluppatasi intorno a quello che è il borgo antico. Poi c'è il comune di Sant'Andrea del Garigliano è un comune di 1 589 abitanti Il cui nome deriva da una chiesa medievale, dedicata al Santo Andrea, eretta dai Padri Benedettini di Montecassino. Il centro più antico domina dalla collina la vallata interna. Le antiche mura e le torri circolari, sono ancora visibili. Simbolo del paese e la torre con l'orologio in origine campanile di un'antica Chiesa. La cella di Sant'Andrea, eretta dai benedettini di Montecassino fu distrutta nell'846 dai Saraceni, che risalendo la foce del Garigliano, distrussero e saccheggiarono il piccolo borgo. Solo alcuni anni dopo il centro fu ricostruito ad opera dei principi di Capua, i quali donarono la chiesa ai Benedettini; da qui Sant'Andrea entra a far parte di quel territorio della valle dei Santi, che viene definito come terra di S. Benedetto. I resti della chiesa che allora fu donata, sono su una collina accanto al castello. Nel 1045 per volere dell'abate Richerio, fu costruito un castello al fine di proteggere la popolazione residente. I Normanni, se ne appropriarono, ma in breve, furono cacciati dal territorio benedettino. La chiesa intitolata a Sant'Andrea venne abbandonata intorno all''800, poiché la Chiesa di Santa Maria delle Grazie divenne centro della comunità. Fuori delle mura sorse la Chiesa dedicata a San Rocco. Nel corso del XIX-XX secolo, il paese ha subito pesanti perdite demografiche dovute dapprima al fenomeno del brigantaggio e poi alla seconda guerra mondiale, che ha quasi completamente distrutto il paese di Sant'Andrea. Solo con la fine del conflitto e con l'industrializzazione del cassinate il paese ha avuto un aumento demografico.

### Sant'Ambrogio sul Garigliano
Il paese di Sant'Ambrogio sul Garigliano, è situato all'estremo lembo della provincia di Frosinone; Sant'Ambrogio sorge sopra una collina. Le zone circostanti sono ricche di boschi cedui; la pianura, attraversata dal Liri e dal Gari che proprio a Sant'Ambrogio confluiscono formando il Garigliano, è caratterizzata da vasti pioppeti, aspetto rilevante dell'agricoltura locale. Situato all'estremo lembo della provincia di Frosinone, Sant'Ambrogio sorge sopra una collina. La nascita di questo paese è simile a quella di altri appartenenti alla valle dei santi, infatti questo territorio apparteneva tutto ai monaci benedettini che lo ricevettero in dono dai principi longobardi. Per volere dei vari abati la popolazione presente sul territorio venne raccolta attorno a varie celle che davano il nome ai rispettivi paesi. Anche il nome Sant'Ambrogio deriva dalla chiesa e solo nel 1862 per distinguerlo da altri centri omonimi divenne Sant'Ambrogio sul Garigliano.
I benedettini esercitavano sul paese i loro diritti feudali, infatti gli ambrosiani dovevano versare la decima parte dei prodotti della terra e la terza del vino, mentre era consentito loro pascolare liberamente il bestiame. Il territorio pur essendo pianeggiante, era ancora boscoso, per questo gli abati lo affidavano a coloni in modo che questo fosse progressivamente bonificato. Successivamente fu imposto agli abitanti di Sant'Ambrogio un fitto sui terreni concessi pari a 160 soldi amalfitani.
L'evoluzione del paese si ebbe fino agli inizi del Cinquecento, dopo di che fu coinvolto nelle guerre tra spagnoli e francesi. Il paese venne occupato per molto tempo da Braccio da Montone, condottiero papale, i cui soldati depredarono gli abitanti. Questi avvenimenti condussero il paese allo spopolamento, inoltre nel Seicento la popolazione fu vittima di una peste. Gli avvenimenti storici che colpirono Sant'Ambrogio ridussero talmente la popolazione che all'inizio dell'Ottocento non raggiungendo il numero di mille abitanti, venne annesso al comune di Sant'Apollinare, questo cambiamento fece perdere a Sant'Ambrogio consistenti terreni, acquisiti dai comuni limitrofi, compreso lo stesso Sant'Apollinare. Nel corso dell'Ottocento Sant'Ambrogio fu coinvolto negli avvenimenti risorgimentali e negli episodi del brigantaggio, cause di ulteriori emigrazioni, soprattutto verso l'estero. Il paese si riprese durante gli anni venti grazie alla costruzione di un moderno ponte che attraversava il fiume Garigliano, questa nuova via di comunicazione favorì nuovi sbocchi al paese.
Durissime furono le condizioni di vita degli ambrosiani durante la II guerra mondiale, quando la linea del fronte si attestò lungo il Garigliano e i tedeschi posero nel centro urbano e in diverse località di campagna i loro comandi operativi. Sant'Ambrogio fu uno dei primi paesi a essere liberato dagli alleati anche se erano rimaste quasi solo le macerie. La ripresa fu lenta e difficile e molti ambrosiani furono costretti a emigrare.
Un altro evento che ha toccato il paese è stato il terremoto del 1984, dopo il quale è stato ricostruito e dotato di tutti i servizi moderni.
La Chiesa di San Biagio, nel cui interno è possibile vedere un Crocifisso del Trecento e un altare barocco, provenienti dalla Chiesa di Sant'Eligio di Aversa. Nel borgo di San Rocco sorge una stele a ricordo di 39 vittime della guerra.

### Vallemaio
Il comune di Vallemaio giace alle falde del monte Maio e prima del 1932 era conosciuto come Vallefredda il quale sottolineava un clima rigido invernale. Il centro si trova a circa 300 m s.l.m. ad una distanza da Cassino di circa 23 km e ad una distanza dalla costa tirrenica di circa 30 km. Il territorio Comunale essenzialmente è costituito da una zona montana con due valli, una ai piedi del centro, l'altra, Vallaurea, nella zona alta del paese. Nella parte alta di Vallaurea ancora oggi l'attività più fiorente è l'Agricoltura. Le prime notizie sull'abitato risalgono al medioevo, ma la presenza umana risale sicuramente ad epoche precedenti. Vallefredda fu edificata dai conti di Suio, verso l'anno 1000 ed entrò con Suio nel 1040 nell'orbita di Montecassino ricevendo nel 1079 una Chartae libertatis, in cui venivano garantiti avanzati diritti agli abitanti. Nel periodo successivo Vallemaio subì attacchi e conquiste: nel sec. XI i vallefreddani furono alleati ai Normanni, furono attaccati da Mark Vald (condottiero); nel 1421 con l'occupazione pontificia guidata da Braccio da Montone iniziò il periodo medioevale che vide Vallefredda entrare nel "feudo" di Montecassino; tale periodo termino all'incirca nel 1806, quando finì la dipendenza dai monaci cassinesi.
Durante la seconda guerra mondiale Vallemaio subì la quasi totale distruzione; è stato fronte di aspre battaglie e per diversi mesi sul monte Maio si combatté duramente. A testimonianza del fatto sono ancora visibili alcune trincee su monte Maio e diverse rovine in Paese. Tra le bellezze del piccolo Comune, abbarbicato sulla catena dei monti Aurunci, che in parte conserva antiche sembianze: vicoli ripidi, mura e torri quattrocentesche troviamo la chiesa dell'Annunziata il cui portale è del 1553 e sull'altare maggiore vi è il trittico (sec. XVI) in cui è rappresentata l'Annunciazione con intorno i Santi. Della stessa epoca è anche il pavimento antistante. Da ammirare inoltre i resti dell'antica Chiesa di San Tommaso e del Castello che si trovano in quella parte del centro abitato, quasi completamente distrutto durante la guerra.

## Sport
La valle dei Santi presenta più occasioni di sport come il calcio, la canoa e il nuoto e campi da tennis, da pallavolo e da calcetto. Sant'Apollinare ha una squadra in promozione tra le più vecchie della provincia con scuola calcio che ha tutti i settori dai piccoli amici alla juniores. Poi ci sono tre squadre in seconda categoria il Sant'Ambrogio Calcio che ha una squadra in seconda categoria da due anni dopo più volte che è stata fondata ed e anche più volte fallita, Sant'Andrea che ha una squadra di calcio in seconda categoria con il nome di Real Sant'Andrea e l'Interamna Lirenas Calcio, due squadre in terza categoria Pro Calcio San Giorgio ed Nuova Vallemaio Calcio. Sant'Apollinare, Sant'Andrea, San Giorgio offrono campi da calcetto, tennis, pallavolo, piste da corsa; mentre Sant'Ambrogio può offrire canottaggio e qualsiasi attività svolgibile su fiumi rapidi. Annualmente d'estate si organizza il torneo di calcetto della Valle Dei Santi in onore di "Angelo Persechino" nello stadio da calcio "Giuseppe Ventre" di Sant'Apollinare dove ci sono tornei per qualsiasi fascia di età dove ci sono squadre che riuniscono tutti i giocatori migliori della valle dei santi.

## A.B.I. Valle dei Santi
L'Associazione Bibliotecaria Intercomunale "Valle dei Santi" è un'associazione tra Biblioteche comunali nata per migliorare e sviluppare il servizio di pubblica lettura. Al sistema aderiscono le biblioteche di:
- Aquino
- Ausonia
- Atina
- Castrocielo
- Coreno Ausonio
- Pico
- Pignataro Interamna
- Piedimonte San Germano
- San Giorgio a Liri (Centro referente)
- Sant'Ambrogio sul Garigliano
- Sant'Andrea del Garigliano
- Sant'Apollinare
- Sant'Elia Fiumerapido
- Vallemaio